# یک درد واقعی
 یک درد واقعی (به انگلیسی: A Real Pain)، یک فیلم آمریکایی در ژانر کمدی-درام به نویسندگی و کارگردانی جسی آیزنبرگ است که در سال ۲۰۲۴ منتشر شد. آیزنبرگ به همراه اما استون و دیو مک‌کری یکی از تهیه‌کنندگان نیز فیلم است.  یک درد واقعی توسط فروت تری تولید شده و سرچلایت پیکچرز مسئولیت اکران آن را برعهده دارد. جسی آیزنبرگ، کیرن کالکین، جنیفر گری و ویل شارپ بازیگران فیلم هستند. داستان فیلم دربارهٔ دو پسر عمو است که برای ادای احترام به مادربزرگ خود به لهستان سفر می‌کنند اما وقایع عجیبی که برای آن‌ها رخ می‌دهد باعث می‌شود به شناخت جدیدی از خود دست پیدا کنند.
 یک درد واقعی برای نخستین‌بار در جشنواره فیلم ساندنس ۲۰۲۴ رونمایی شد و توانست جایزه بهترین فیلم‌نامه را کسب کند. این فیلم در تاریخ ۱ نوامبر ۲۰۲۴ در ایالات متحده و در ۸ نوامبر در لهستان توسط سرچلایت پیکچرز به صورت سینمایی اکران شد. این فیلم با بودجه ساخت ۳ میلیون دلار، در سراسر جهان ۲۴٫۹ میلیون دلار فروش داشت.  یک درد واقعی با واکنش بسیار مثبت منتقدان همراه بود و در زمینه فیلم‌نامه و اجرای کالکین ستایش شد. ددلاین هالیوود این فیلم را «نقطه اوج» کارنامه آیزنبرگ توصیف کرد.
انستیتوی فیلم آمریکا و هیئت ملی بازبینی، یک درد واقعی را جزو ده فیلم برتر سال ۲۰۲۴ دانستند. این فیلم در نود و هفتمین دوره جوایز اسکار و هفتاد و هشتمین دوره جوایز فیلم بفتا نامزد دو جایزه و در هشتاد و دومین مراسم گلدن گلوب نامزد چهار جایزه شد؛ کالکین در هر یک از این مراسم جایزه بهترین بازیگر مکمل مرد را برنده شد، در حالی که آیزنبرگ جایزه بفتای بهترین فیلم‌نامه اصلی را کسب کرد.

## داستان
بنجی کپلن در فرودگاه بین‌المللی جان اف کندی منتظر پسرعموی سابقاً صمیمی‌اش، دیوید، است تا برای تور گردشگری میراث یهودیان به لهستان بروند و خانهٔ مادربزرگ مرحومشان را ببینند. تفاوت شخصیتی آنها باعث بحث می‌شود: بنجی آزاداندیش و رک، دیوید را به خاطر از دست دادن شور سابقش سرزنش می‌کند، و دیوید، مردی محتاط، از بی‌هدفی بنجی کلافه است.
در ورشو، با گروه تور شامل زوجی بازنشسته، زنی طلاق‌گرفته، بازمانده‌ای از نسل‌کشی رواندا و راهنمای بریتانیایی آشنا می‌شوند. روز اول، از بناهای تاریخی بازدید می‌کنند و بنجی هنگام عکس گروه را به بازسازی نمای قیام ورشو ترغیب می‌کند، اما دیوید خجالت‌زده عکس می‌گیرد. روز دوم در لوبلین، بنجی از سفر لوکس در تور هولوکاست ناراحت است و باعث می‌شود ایستگاه قطار خود را از دست بدهند. او در گورستان یهودیان به راهنما به خاطر فقدان اصالت حمله می‌کند و تمرکز راهنما بر آمار و ارقام را به چالش می‌کشد. بنجی با صداقتش دیگران را تحت تأثیر قرار می‌دهد، اما دیوید را ناراحت‌تر می‌کند. دیوید در شام دربارهٔ رابطهٔ پیچیده‌شان و اقدام بنجی به خودکشی ناموفق شش ماه پیش صحبت می‌کند.
در مایدانک، اردوگاه مرگ نازی‌ها، اتاق گاز، کوره‌ها و کفش‌های قربانیان همه را متأثر می‌کند. بنجی گریه می‌کند و راهنما از او برای بازخورد صادقانه‌اش تشکر می‌کند. در آخرین شب، پسرعموها ماری‌جوآنا می‌کشند و دیوید می‌گوید نمی‌تواند تحمل کند که بنجی با آن همه استعداد و شور زندگی بخواهد خودکشی کند.
آنها به خانهٔ مادربزرگ در کراسنستاو می‌روند، اما همسایه مانع گذاشتن سنگ یادبود می‌شود. در نیویورک، پس از خداحافظی، دیوید بنجی را به شام دعوت می‌کند، اما بنجی امتناع می‌کند. دیوید سیلی به او می‌زند، ولی آشتی می‌کنند. دیوید به خانه برمی‌گردد و سنگ یادبود را روی زمین می‌گذارد، اما بنجی مضطرب در فرودگاه مسافران را با چشمان اشک‌بار تماشا می‌کند.

## بازیگران

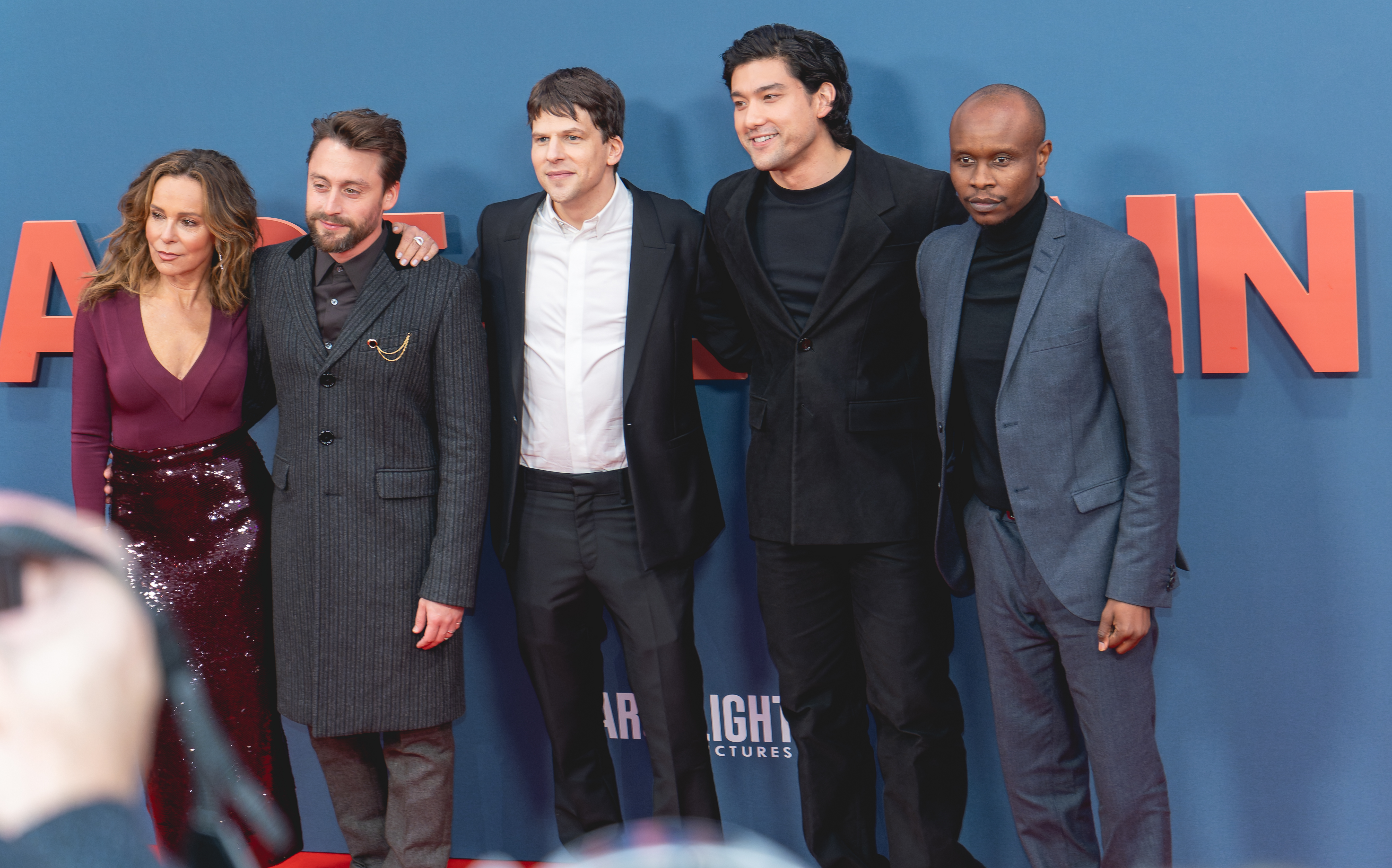
از چپ به راست: جنیفر گری، کیرن کالکین، جسی آیزنبرگ، ویل شارپ، و کورت اگیاوان

- جسی آیزنبرگ در نقش دیوید کپلن، پسرعموی عصبی بنجی، ساکن نیویورک سیتی
- کیرن کالکین در نقش بنجامین «بنجی» کپلن، پسرعموی آزاداندیش دیوید، ساکن بینگهمتون، نیویورک
- ویل شارپ در نقش جیمز، راهنمای تور از یورکشایر، بریتانیا
- جنیفر گری در نقش مارشا، زنی تازه طلاق‌گرفته از کالیفرنیا
- کرت اگیاوان در نقش الوژ، بازماندهٔ نسل‌کشی رواندا و یهودی گرویده
- لیزا سادوی در نقش دایان، همسر مارک از شیکر هایتس، اوهایو
- دنیل اورسکس در نقش مارک، همسر دایان از شیکر هایتس، اوهایو

## میراث
در مارس ۲۰۲۵، پس از موفقیت فیلم، آیزنبرگ توسط رئیس‌جمهور لهستان، آندژی دودا، تابعیت لهستان را دریافت کرد. آیزنبرگ این شهروندی را «افتخاری بی‌نظیر و چیزی که دو دهه به آن علاقه‌مند بودم» توصیف کرد.